# Импозимато, Фердинандо
Фердинандо Импозимато (итал. Ferdinando Imposimato; 9 апреля 1936, Маддалони, Кампания — 2 января 2018, Рим) — итальянский юрист и государственный деятель, кандидат на пост президента Италии (2015).

## Биография
Фердинандо Импозимато родился 9 апреля 1936 года в Маддалони, Казерта. В 1959 году окончил юридический факультет Неаполитанского университета имени Фридриха II. 
Проработав год в Риме в качестве функционера министерства финансов, он стал мировым судьей в 1964 году.
Во время своей карьеры прокурора Импозимато руководил расследованиями похищения Альдо Моро, покушения на Мехмета Али Агджу и на Папу Иоанна Павла II. В 1981 году он руководил судебным процессом против преступной организации Банда делла Мальяна. Два года спустя его брат Франко был убит и Импозимато оставил работу судьи после угроз в адрес его семьи со стороны организованной преступности.
В 1987 году Импозимато был избран в Сенат Италии по списку независимых левых. В 1992 году он был избран в Палату депутатов, где был членом Парламентской комиссии по борьбе с мафией.
В январе 2015 года Импозимато был выдвинут Движением пяти звёзд в качестве кандидата на президентских выборах в Италии в 2015 году после опроса сторонников движения.
Фердинандо Импозимато скончался 2 января 2018 года в Риме в возрасте 81 года.